# 男鹿地震
男鹿地震（おがじしん）とは、1939年（昭和14年）5月1日に男鹿半島付近で発生した地震である。

## 地震のメカニズム
いわゆる双子地震で、5月1日の14時58分にMj 6.8・最大震度5の地震（第一震）が、1分44秒後の15時00分頃にMj 6.7・最大震度5の地震（第二震）が連続して発生した。また、約10時間後の5月2日01時05分にもMj 6.5・最大震度4という大きな余震が発生している。何れの地震も震源の深さは浅く、地殻内で発生した地震と見られている。
第一震のP波初動分布による発震機構解は、東西に圧縮軸を持つ南北走向の逆断層型であった。男鹿半島の先端付近が最大で44cmほど隆起し、そこから東へ行くにつれて隆起量が小さくなっていくことから、東傾斜であると推定されている。また、これらの地殻変動から、長さ30km、幅15kmの断層が活動したことによる地震であると推定されている。

## 地震動
第一震の震度分布。秋田県秋田市と北秋田郡鷹巣町で最大震度の5を観測したほか、北海道から関東地方にかけて震度1以上の揺れを観測した。
| 震度 | 都道府県 | 観測所                 |
| ---- | -------- | ---------------------- |
| 5    | 秋田県   | 秋田・鷹巣             |
| 4    | 青森県   | 弘前                   |
| 4    | 岩手県   | 雫石・花巻・湯田・水沢 |
| 4    | 山形県   | 酒田                   |

## 震害
第一震・第二震、及びそれに続く余震活動によって、震央周辺の男鹿半島内の集落（南秋田郡）において大きな人的・家屋被害をもたらした。人的被害としては、家屋の倒壊、土砂災害などによって27人が死亡、その他52人が負傷した。住家被害としては、479戸が全潰、858戸が半潰した。中でも船川港町と五里合村は被害が著しく、全潰率が60%を超える地区もあった。また、秋田市通町では薬局が全焼、船越町では倒壊した家屋から出火し、周囲10戸が全焼するなどの火災も発生した。住家被害の割には人的被害や火災は比較的に少なく、この要因として、発震時刻の午後3時ごろは農村は概ね外に働き、炊事の間にあった為と見られている。溜め池（74箇所）、堰、水路の損壊により苗代被害や水田作付不能が150町歩以上が生じた。
男鹿半島の各地で土砂災害が相次ぎ、北浦町、船川港町、五里合村などの海岸線で大規模な地すべりが発生し、人的・家屋被害が生じた。船川港町付近の地すべりでは船川線と船川街道が寸断され、復旧に支障をもたらした。

## 津波
津波被害は記録されていないが、鰺ヶ沢、能代、土崎、酒田で津波が観測され、各地点の到達時間から波源域が男鹿半島の東西・南北約2kmの範囲と推定された。

## 備考

### 自然災害伝承碑
- 震災復興碑（男鹿市五里合神谷）[10]
- 地震塚（寒風山）[10]

### 1810年の地震
この地震から約129年前の1810年9月25日（文化7年8月27日）にも、男鹿半島付近を震央としたM6.5±1⁄4の地震（羽後地震）が発生しており、死者60人・住家全潰1,000戸余の被害を出している。